# Ouragan Gustav
Vous lisez un « bon article » labellisé en 2010.
Pour les articles homonymes, voir Ouragan Gustav (homonymie).
L'ouragan Gustav est le 7e cyclone tropical, le 3e ouragan et le 2e ouragan majeur (catégorie 3 ou plus) de la saison cyclonique 2008 dans l'océan Atlantique nord.
Cette tempête a causé 138 morts, dont 37 indirectement. Les Grandes Antilles ont été les plus touchées avec 96 morts, dont 77 victimes à Haïti. Au 15 septembre 2008, les dégâts étaient estimés à plus de 20 milliards de $US en 2008, dont 15 milliards de $US aux États-Unis et 3 milliards de $US à Cuba.
Formée le 25 août, à 420 km au sud-est de Port-au-Prince, elle s'est rapidement développée en ouragan et a frappé successivement Haïti, la Jamaïque, les îles Caïmans et l'ouest de Cuba. Le 31 août, le National Hurricane Center (NHC) des États-Unis prévoyait une probabilité de 81 % que Gustav demeurerait de catégorie 3 ou plus en traversant le golfe du Mexique et irait frapper la côte près de La Nouvelle-Orléans. Le 1er septembre à 14 h 30 TU (9 h 30 local), l'ouragan a frappé la côte à Cocodrie (Louisiane), juste au sud-ouest de La Nouvelle-Orléans, à la limite entre la catégorie 2 et la catégorie 3. Il a ensuite rapidement perdu de la vigueur, devenant une dépression extratropicale le 4 septembre, tout en laissant d'importantes quantités de pluie depuis la côte jusqu'en Illinois.
La trajectoire prévue de Gustav devant passer sur ou très près de La Nouvelle-Orléans, la menace d'inondations similaires à celles causées par l'ouragan Katrina en 2005 ont fait craindre le pire. Les autorités de la ville, de l'État de Louisiane et du gouvernement américain, qui avaient été blâmées pour leur désorganisation lors de cet événement, ont vigoureusement réagi pour Gustav et ont procédé à l'une des évacuations les plus importantes de l'histoire américaine. Près de deux millions de personnes ont quitté les régions menacées.
En raison des conséquences importantes de cet ouragan, le nom Gustav a été retiré des listes futures de noms utilisables pour un ouragan.

## Évolution météorologique
Le 25 août 2008 à 15 h (TU), une dépression tropicale sur les Antilles commence à développer une forme spiralée et, temporairement, un quasi-œil. Le National Hurricane Center la désigne comme la septième dépression tropicale de la saison et envoie un appareil chargé de sonder les cyclones, afin d'examiner le système en évolution. Les données récoltées par l'appareil confirment que la dépression tropicale s'est transformée en une tempête tropicale à laquelle les services météorologiques américains attribuent le nom de Gustav.
Après une courte période de désorganisation durant la nuit, la tempête présente un œil bien défini. Aux premières heures du 26 août, alors que la tempête s'approche des côtes haïtiennes par le sud-ouest, un autre avion confirme ce que les prévisions avaient déjà suspecté : les données indiquent une augmentation de la puissance du système. Gustav devient un ouragan avec des vents atteignant 150 km/h. Avant d'atteindre Haïti, Gustav possède déjà une forme spiralée conséquente avec, en son centre, une chute de pression caractéristique.

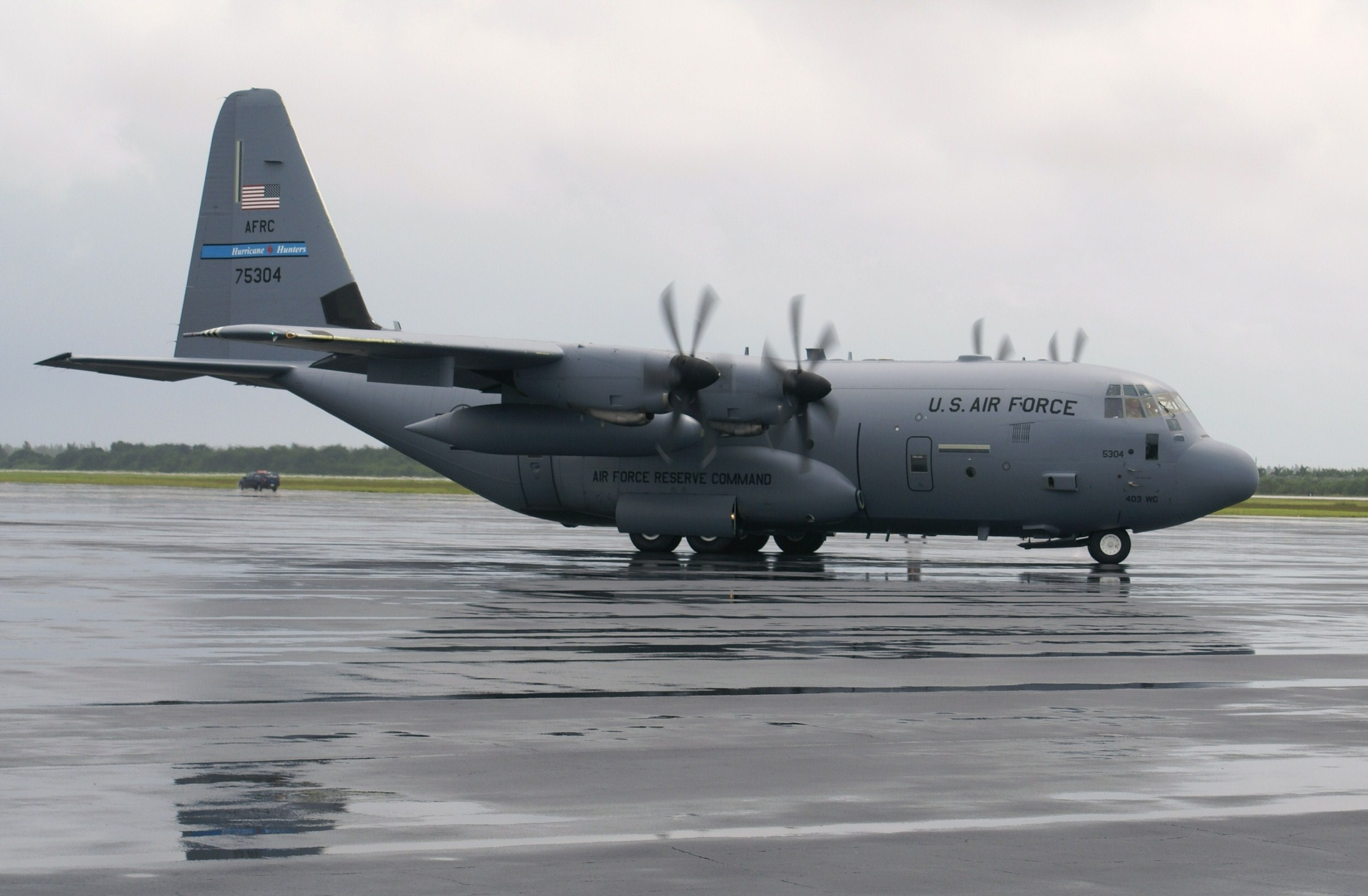
Avion de reconnaissance envoyé pour récupérer des données sur Gustav

L'ouragan Gustav, dont l'œil devient de plus en plus proéminent, arrive sur Haïti près de la ville de Jacmel. Alors qu'il se déplace sur les terrains montagneux de l'île, il perd un peu de puissance. De nouveau au rang de tempête tropicale, il conserve toutefois ses structures des niveaux intermédiaires et supérieurs. La circulation des courants s'améliore durant la nuit de 26 août et le système n'est que peu perturbé lorsqu'il atteint le golfe de la Gonâve. Même si le mouvement de la tempête a diminué à cause de l'incursion d'air sec à moyenne altitude depuis le nord-est, il continue de provoquer des dégâts sur Haïti pendant la journée du 27 août. La tempête prend ensuite la direction de la Jamaïque.
Au matin du 28 août, les météorologues découvrent que Gustav a évolué en direction du sud sur une distance dépassant les estimations et que ses vents sont à nouveau de l'ordre d'un ouragan, un titre qui lui est attribué à nouveau à la fin de l'après-midi du 29 août. Dans un communiqué du 30 août à 15 h (TU), Gustav se voit assigner la catégorie 3 sur l'échelle de Saffir-Simpson en raison de ses vents de 195 km/h. Il s'approche de la pointe Est de Cuba. Le communiqué suivant, émis quelques heures après le précédent, place Gustav sur la 4e position de l'échelle de Saffir-Simpson.
Le 30 août, Gustav arrive sur Cuba où il ravage l'île de la Jeunesse, puis la province de Pinar del Río. Son passage sur les terres a réduit ses vents, qui sont alors estimés à 220 km/h et son œil s'est rempli de nuages. Un avion est envoyé pour prendre de nouvelles données alors que l'ouragan rentre sur les eaux chaudes du golfe du Mexique. Le 31 août à 9 h TU, les données reçues de l'avion chasseur montrent que Gustav a faibli encore plus que prévu et que ses vents maximaux sont de 207 km/h au niveau de vol et de 180 km/h en surface, avec une pression centrale de 958 hPa. De plus, les photos du satellite météorologique montrent que l'œil s'est complètement rempli au sommet du cyclone, même si les données du radar météorologique de l'appareil indiquent qu'il existe toujours à plus bas niveau et a un diamètre de 46 km. Il se dirige en direction du nord-ouest à environ 25 km/h.

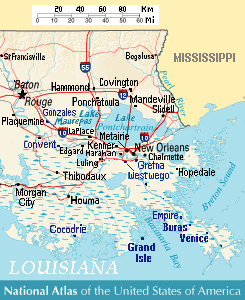
Cocodrie est en bas à gauche de la carte de la Louisiane, au sud-ouest de La Nouvelle-Orléans

Le 1er septembre à 9 h TU, Gustav approche des côtes de la Louisiane. Dans le bulletin du National Hurricane Center, les météorologistes mentionnent que l'ouragan n'a pas repris de force alors que les données venant des avions de reconnaissance et du radar météorologique de La Nouvelle-Orléans montrent que l'œil s'effrite dans le quadrant sud à cause d'une intrusion d'air sec. Les vents dans le cyclone sont estimés à 185 km/h alors que l'ouragan se trouve à ce moment-là à 160 km au sud de la ville et la station côtière de Southwest Pass (Louisiane) signale des vents soutenus de 147 km/h avec des rafales à 189 km/h, ce qui maintient Gustav au niveau d'un ouragan majeur de catégorie 3 sur l’échelle de Saffir-Simpson.
Le centre de l'ouragan a frappé la côte près de Cocodrie (Louisiane) vers 14 h 30 TU avec une intensité de catégorie 2. La friction l'affaiblissant rapidement, il est descendu à la catégorie minimale à 19 h TU (14 h heure locale) en approchant de Lafayette (plus exactement à 29,9°N 91,5°O) avec des vents maximums de 145 km/h. Le 2 septembre au matin, il était déjà arrivé au niveau de tempête tropicale, avec des vents d'environ 56 km/h, et son déplacement s'était ralenti à 15 km/h, toujours vers le nord-ouest. À partir de ce moment, c'est surtout les quantités de pluie qu'il laisse qui constituent une menace, et la responsabilité de l'émission des bulletins d'avertissements envoyés pour les restes de Gustav passe alors du National Hurricane Center au Hydrometeorological Prediction Center américain.
Le 3 septembre à 9 h TU (4 h locale), le système était devenu une dépression tropicale située à environ 32 km au nord-ouest de Texarkana (Arkansas) et avait des vents soutenus de 32 km/h et des rafales plus fortes. Sa pression centrale était remontée à 993 hPa et elle se dirigeait toujours vers le nord-ouest avec une vitesse diminuée à 5 km/h. Le HPC estimait les quantités de pluie restant à tomber en Louisiane, au Mississippi, dans l’Arkansas et le Missouri à 150 mm. Dans l’Illinois, la portion ouest pourrait recevoir jusqu’à 250 mm de pluie. À 15 h TU, le HPC mentionna que la dépression avait tourné vers le nord-est et qu'elle devrait devenir extratropicale au cours des deux jours suivants avant d’être prise dans le flux de sud-ouest d'une onde frontale. Des avertissements de pluie abondante ainsi que des veilles ou alertes de tornades étaient toujours en vigueur avec ce système à ce moment-là. La dépression s'est ensuite dirigée vers les Grands Lacs, devenant extratropicale sur le Michigan le matin du 5 septembre. Elle traversa ensuite au Canada les régions de North Bay en Ontario et Abitibi-Témiscamingue au Québec avant de perdre son identité.

## Préparatifs

### Hispaniola
Dès que le NHC a classé le système comme une tempête tropicale en intensification et calculé qu'elle allait frapper l'île Hispaniola, des alertes cycloniques ont été émises pour cette île, partagée par la République dominicaine et Haïti, entre Saint-Domingue et Port-au-Prince,. Ces alertes ont été mises à jour et augmentées régulièrement. Le gouvernement haïtien a mis en branle son plan d'urgence, ouvert des abris et émis une alerte rouge, sachant que l'effet de pluies diluviennes sur les pentes du pays dénudées par la coupe des arbres créerait des conditions très dangereuses, mais peu de gens prirent le message au sérieux car le temps était encore beau. American Airlines annula ses vols vers et en provenance de Port-au-Prince dès le 26 août, rendant difficile l'évacuation des personnes voulant fuir la tempête.

### Jamaïque et îles Caïmans
Le 25 août, le croisiériste Carnival Cruise Lines a dévié ses navires devant faire escale à Montego Bay, en Jamaïque, vers le Mexique. La sécurité civile de la Jamaïque (Office of Disaster Preparedness and Emergency Management) lança son programme de protection le 26 en ouvrant des abris, dont plusieurs écoles. Aux îles Caïmans, la veille à l'ouragan a été émise à 18 h heure locale le 25 août et rehaussée en alerte à 18 h le 27. Les banques et services gouvernementaux non essentiels ont fermé en prévision de l'arrivée de Gustav. Des vols supplémentaires ont été offerts pour évacuer les touristes et les vols vers les îles ont été annulés. Les magasins et les stations services ont été pris d'assaut par les résidents afin de s'approvisionner en nourriture et de préparer leurs maisons contre l'assaut de Gustav.

### Cuba
Le gouvernement cubain a commencé à évacuer 60 000 personnes la nuit du 29 août alors que l'ouragan devait arriver dans l'après-midi du lendemain,. L'évacuation a été étendue le 30 août avec la nouvelle que Gustav avait atteint la catégorie 4 et ce sont près de 467 000 personnes qui sont parties des zones inondables, surtout de Pinar del Río, de l’île de la Jeunesse et des provinces de La Havane.

### États-Unis

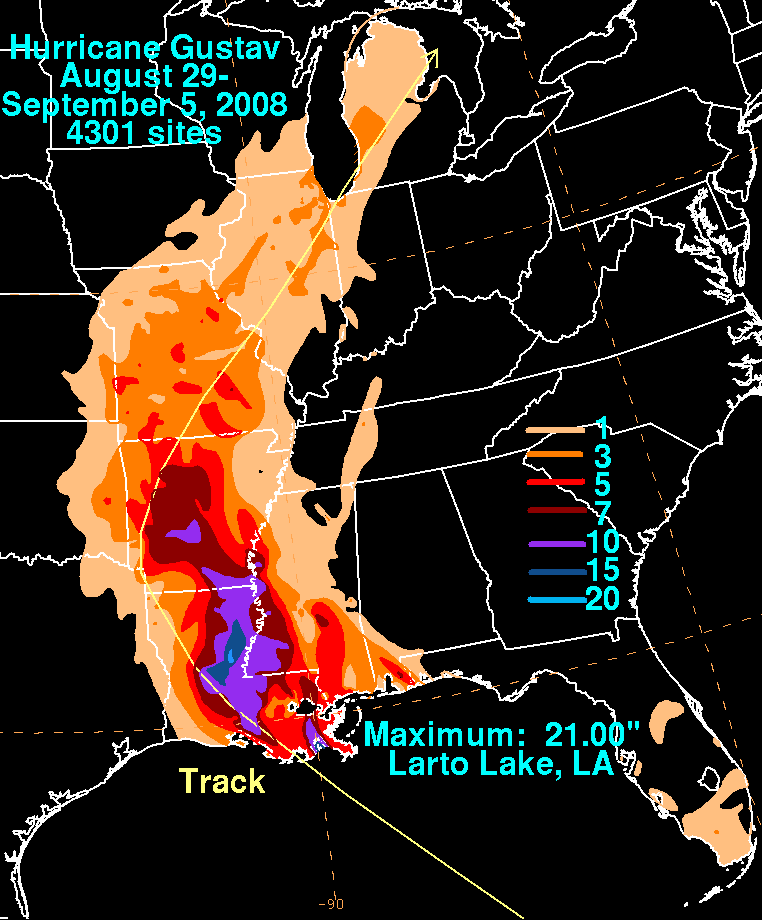
Accumulations de pluie avec Gustav sur les États-Unis dont un maximum de 533 mm à Larto Lake, Louisiane.
(1 pouce = 25,4 mm)

Près de deux millions de personnes ont fui l'État de Louisiane avant l'arrivée de l'ouragan, dans ce qui est décrit comme la plus vaste évacuation de l'histoire américaine, et les installations pétrolières de la région ont été fermées. L'évacuation, d'abord volontaire, a été rendue obligatoire le matin du 31 août. Les autoroutes quittant La Nouvelle-Orléans ont été envahies par une marée de voitures fuyant la ville. Les autorités avaient mis sur pied un programme de navettes vers les gares et gares routières pour évacuer les habitants n'ayant pas de moyens de transports : avions, trains et autocars furent ainsi mobilisés selon les leçons tirées de l'ouragan Katrina en 2005. Le maire Ray Nagin a estimé qu'à peine 10 000 habitants avaient refusé de partir, avertissant que ceux qui resteraient seraient livrés à eux-mêmes. Le dimanche, il a également décrété un couvre-feu et averti les pillards « qu'ils iraient directement en prison ».
Les secours civils et militaires ont été mobilisés et la coordination entre autorités locales et fédérales, qui avait fait défaut en 2005, a été très efficace. L'état d'urgence a également été déclaré pour le Texas par le président George W. Bush. D'autres évacuations ont débuté le samedi le 30 août dans l'Alabama et le Mississippi. Des États aussi éloignés que le Nouveau-Mexique et le Tennessee ont accepté de prendre en charge des populations évacuées. En passant sur le golfe du Mexique, Gustav allait menacer une zone où se concentre un quart de la production américaine de pétrole brut et les plates-formes pétrolières ont été évacuées. Le département de l'Énergie des États-Unis avait indiqué être prêt à puiser dans ses réserves stratégiques si le besoin s’en faisait sentir.

## Impacts
| Haïti                  | 77  |
| République dominicaine | 8   |
| Jamaïque               | 11  |
| États-Unis             | 42  |
| Total                  | 138 |

Le bilan du passage de Gustav dans les Caraïbes a été de 96 morts et de 42 autres aux États-Unis.

### Hispaniola, îles Caïmans et Jamaïque
Gustav a fait 77 morts en Haïti et 19 autres en République dominicaine et en Jamaïque. La vitesse des vents est passée au cours de la journée de samedi de 185 à 230 km/h sur ces pays.
À l'intérieur des terres en Haïti, la première victime rapportée a été emportée dans un glissement de terrain à Benet. Les autres victimes sont dues aux inondations, aux écroulements de maisons, etc. Selon le directeur de la Protection civile du pays, 2 100 demeures furent détruites et 8 150 autres endommagées, chassant 7 200 personnes vers des refuges temporaires dans les écoles, les églises et les centres communautaires. Jusqu'à 30 000 familles pourraient être affectées à divers niveaux. En République dominicaine, c'est un glissement de terrain, dû aux pluies diluviennes, qui a tué huit personnes en zone rurale. Les autorités estiment que 6 255 personnes furent évacuées, que plus de 1 239 demeures furent endommagées, dont 12 détruites, et que 50 villes ou villages ont été isolés par les inondations.
En Jamaïque, Gustav a fait onze morts et la crue subite des rivières, à la suite des fortes pluies, a fait de nombreux dégâts. La récolte de bananes des paroisses de Saint-Thomas, Saint-Mary Parish et Portland ont été fortement affectées. Le pont sur la rivière Hope dans l'est de la capitale Kingston s'est effondré et le pont Georgia a été détruit. Le premier estimé des dégâts par le gouvernement aux infrastructures du pays s'est élevé à 41,8 millions de $US (2008)
Aux îles Caïmans, les pluies diluviennes et l’onde de tempête ont inondé les rues des îles Cayman Brac et Little Cayman, les plus à l'est du pays. Plus de 1 100 ont passé la nuit dans les refuges mis à leur disposition par le gouvernement mais la plupart des habitants du pays ont pu rester dans leur habitation durant la tempête.

### Cuba
Gustav s’est encore renforcé en ralliant Cuba. Il a traversé l’ouest de l'île, loin de La Havane. Plus de 200 000 personnes vivant dans des zones exposées, risquant d’être inondées, ont été évacuées dès le vendredi vers des refuges ou chez des particuliers. Au total, ce sont 467 000 personnes qui ont été évacuées, 77 % d'entre elles de la province occidentale de Pinar del Río et de l'île de la Jeunesse. Par ailleurs, 1 200 touristes étrangers qui se trouvaient sur l’île de la Jeunesse ont été transférés en lieux sûrs, selon les autorités cubaines.
Personne n'a perdu la vie dans le pays, selon la Défense civile mais on rapporte de nombreux blessés et des dégâts considérables aux infrastructures de l'Ouest du pays. Ainsi, plus de 100 000 maisons, 370 écoles et des centaines de kilomètres de lignes électriques et téléphoniques ont été endommagés par le passage de l'ouragan Gustav, selon des données préliminaires des autorités cubaines publiées lundi le 31 août. Sur la seule île de la Jeunesse, 87 % des maisons ont été endommagées par l'ouragan ainsi que quelque 200 km de lignes électriques et téléphoniques, selon la Défense civile citée par le journal officiel Granma. Les vents moyens y ont été de 240 km/h (ouragan de catégorie 4), mais les rafales ont atteint 340 km/h, un record absolu pour l'île selon le quotidien. On craint des pertes de 906 tonnes de la récolte de tabac dans la province de Pinar del Rio.
Le gouvernement a poliment décliné la proposition des États-Unis d'envoyer une équipe d'évaluation des besoins mais a profité de l'occasion pour réclamer une nouvelle fois la levée de l'embargo américain pour six mois sur les matériaux de construction et l'accès au crédit. Dans le communiqué, les autorités cubaines ne mentionnaient cependant pas l'aide humanitaire de 100 000 $US que Washington proposa de fournir à Cuba via des ONG.
Les dommages combinés de Gustav et de l'ouragan Ike, deux semaines plus tard, sont estimés à 5 milliards $US. Plusieurs organisations et pays, dont la Russie et le Venezuela, ont offert une aide. Le vice-Premier ministre russe Igor Setchine s'est rendu à Cuba pour évaluer les dégâts et renforcer les liens commerciaux entre les deux pays, ont rapporté les médias officiels.

### États-Unis

#### Golfe du Mexique
Dès le 26 août, la trajectoire prévue de l'ouragan naissant le faisait passer dans la zone des plates-formes de forage pétrolier du golfe du Mexique et les prix du brut ont immédiatement commencé à grimper,. Le personnel de ces plates-formes a été évacué à partir du 27 septembre. Le 30 août, 76,77 % de la production de pétrole ainsi que 37,16 % de celle du gaz naturel était arrêtée et en mi-journée du 31, c'était 96 %,.

#### Louisiane

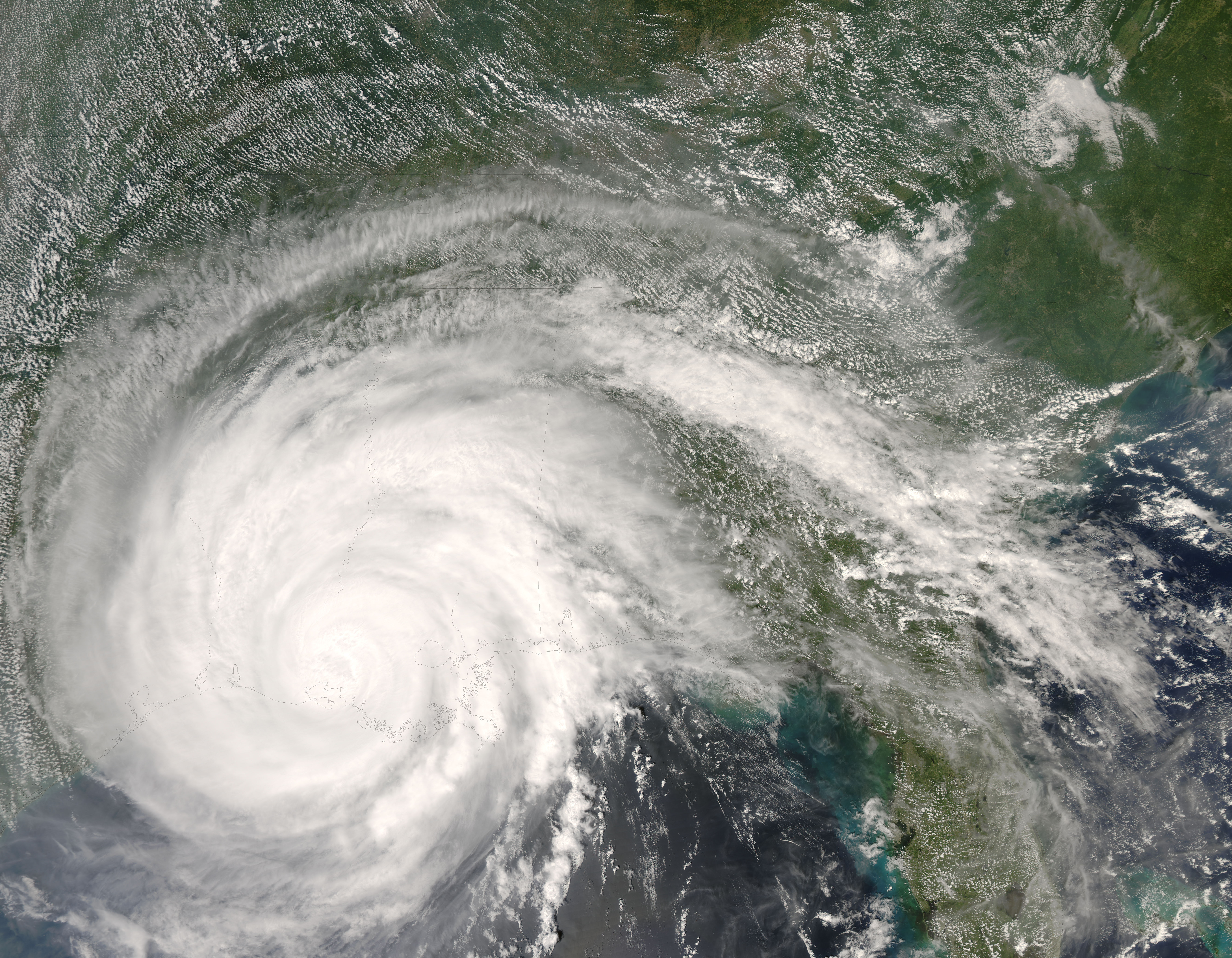
L'ouragan Gustav juste après avoir atteint la côte de la Louisiane

Alors qu’environ 100 000 personnes sont demeurées près de la côte mais près de 2 millions ont évacué avant l’arrivée de Gustav. L'ouragan a touché la côte à Cocodrie en Louisiane, juste au sud-ouest de La Nouvelle-Orléans. Les vents notés ont montré que le mur de l’œil a pris quatre heures à traverser ce secteur car la vitesse de déplacement du cyclone n’était que de 15 km/h. Les plus importantes quantités de pluie avec Gustav ont été rapportées dans cet État. On note 416 mm à Bunkie, 487 mm à Barataria Bay Pass (station EGL1),, et 533 mm à Larto Lake.
Les vents, la pluie diluvienne et l’onde de tempête ont causé directement ou indirectement la mort de 25 personnes en Louisiane dont :
- six patients morts de causes naturelles en attendant d’être évacués par hélicoptères, dont trois de la Paroisse de Calcasieu et trois de celle de Jefferson[51] ;
- deux personnes, qui avaient déjà fui la côte, à Bâton-Rouge, tuées par un arbre tombé sur une maison[52] ;
- un homme de 27 ans mort de façon similaire à Lafayette[52] ;
- un autre mort à St. Francisville de la chute d’une grosse branche sur sa tête[53] ;
- un automobiliste mort en perdant le contrôle de son véhicule entre Bâton-Rouge et La Nouvelle-Orléans[54] ;
- deux morts d’asphyxie au monoxyde de carbone dans la paroisse de Calcasieu en utilisant une génératrice[55]
- un homme mort quand un incendie a fait sauter sa maison à St. Martinville[55] ;
- un homme mort de causes naturelles dans la paroisse de Lafourche[51].
- une personne morte électrocutée dans le centre de l'État et une autre écrasée quand un arbre tomba sur sa maison mobile[56] ;
- deux personnes tuées et deux autres blessées à Mamou, tôt le 3 septembre, après que Gustav a été rétrogradé au stade de dépression tropicale mais a quand même produit des tornades, dont une de force 2 dans l’échelle de Fujita améliorée[57].

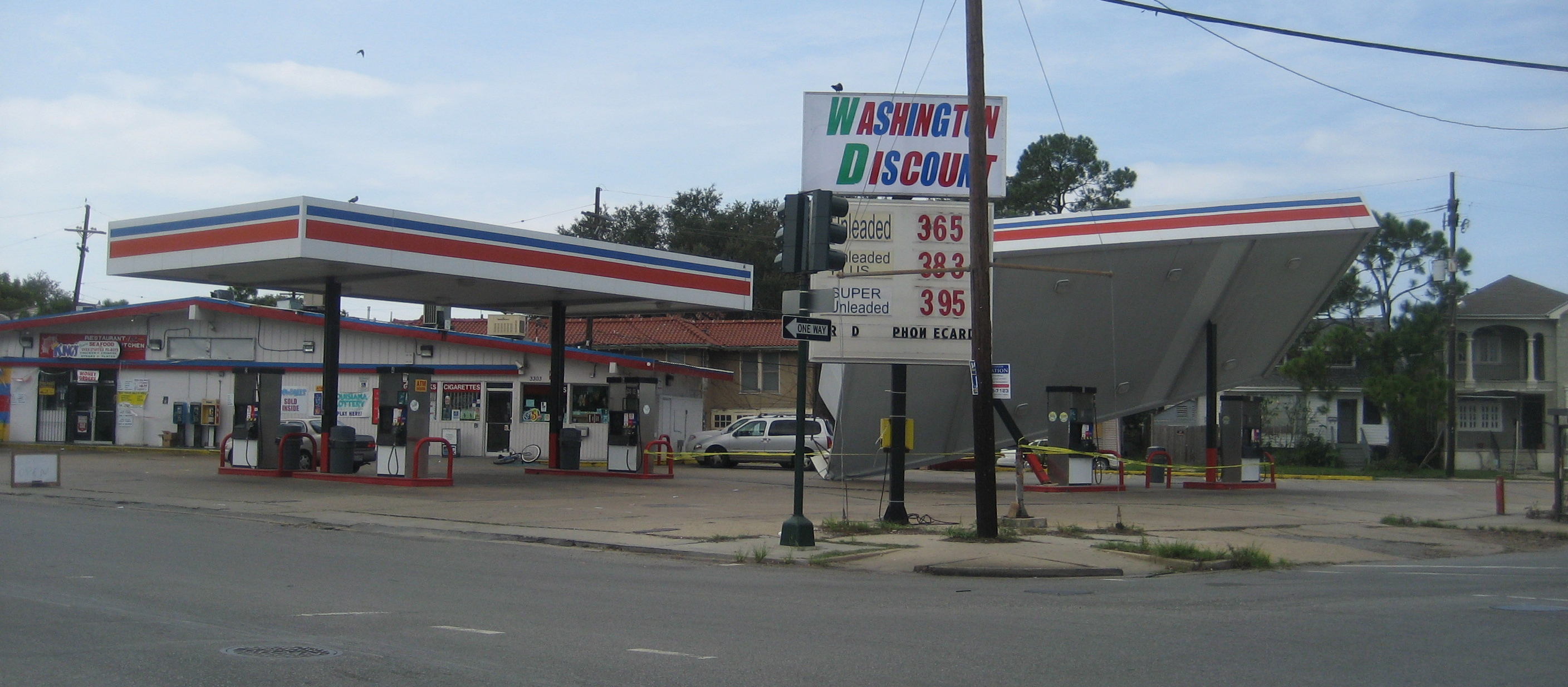
Dommages par le vent à La Nouvelle-Orléans

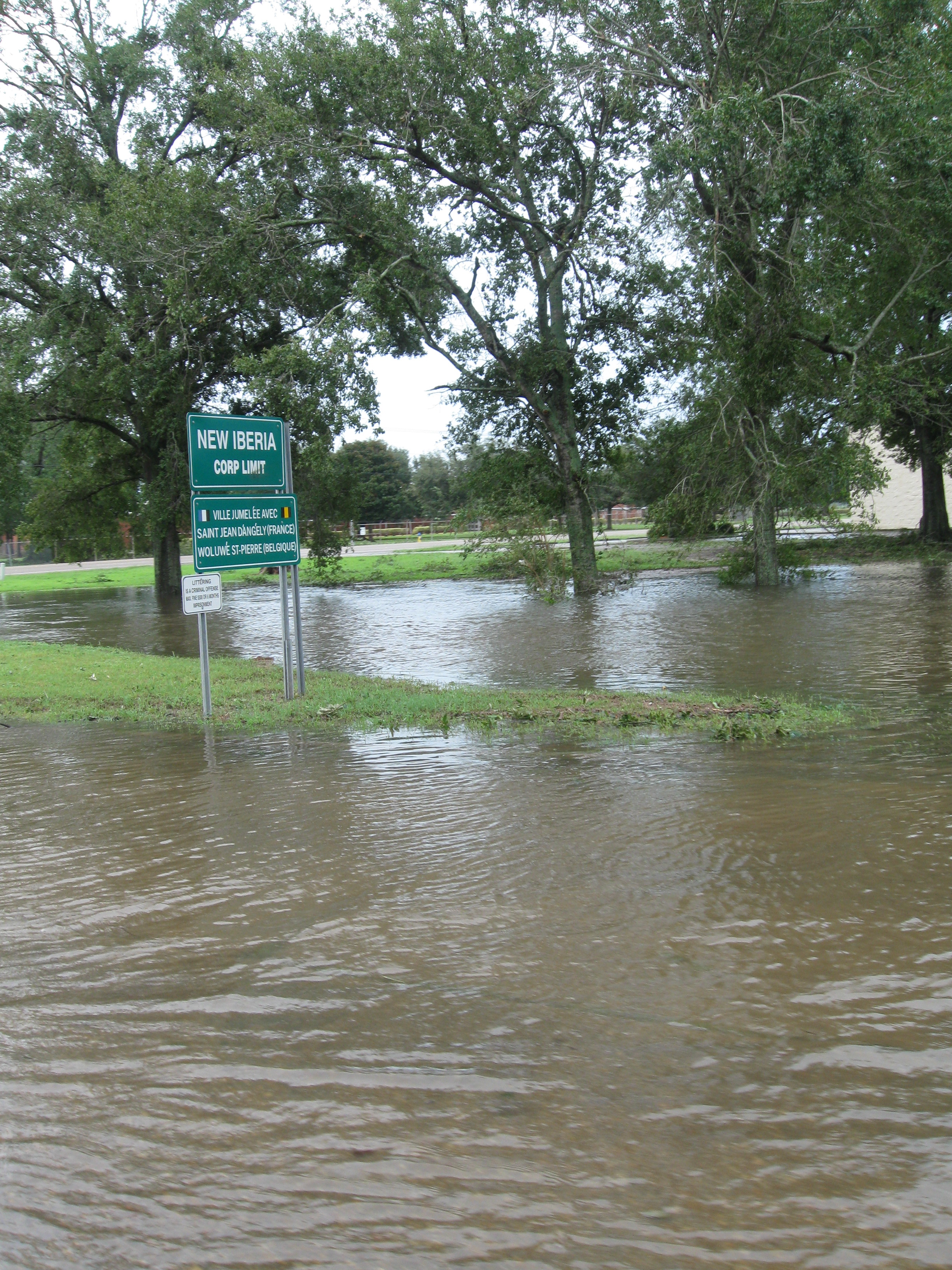
Inondations à New Iberia

Environ 1,5 million de personnes ont perdu l’électricité dans l’État le 1er septembre. Des équipes de réponse aux urgences de plusieurs États américains, dont celles de l’Arkansas, de l'Alabama, du Mississippi et de la Floride, ont été dépêchées en Louisiane pour remettre en marche les systèmes d’alimentation en eau potable et de traitement des eaux usées qui n’ont pas été trop durement touchés,. Le président George W. Bush a déclaré 34 paroisses de la Louisiane des zones sinistrées et a visité la région le 3 septembre, annulant sa présentation lors de la convention pour le choix du candidat présidentiel 2008 du Parti républicain.
Plus de 60 navires ont brisé leurs amarres dans l’Industrial Canal, menaçant d’endommager les digues et les pompes qui gardent La Nouvelle-Orléans au sec. À ce sujet, une controverse est née quant aux instructions données par la Garde côte aux administrateurs des ports avant l’arrivée de la tempête tropicale Fay, plus tôt en saison, et ce qu’ils transmirent à leurs employés pour sécuriser les navires. Le Corps du génie de l'armée des États-Unis a également été critiqué pour avoir entrepris des tests sur les écluses du canal, débutant le 11 août et s’étendant sur de 60 jours, en pleine période des ouragans ce qui a restreint l’évacuation avant la tempête. Deux des navires à la dérive, le American Explorer et le USS Hunley (AS-31), ont frappé le pont de l’avenue Florida et une barrière en béton à la station de pompage numéro 19,. Heureusement, un remorqueur a pu les immobiliser le long d’un quai avant qu’ils ne causent des dommages plus importants.
L’Associated Press a rapporté que les digues le long de ce canal, reliant le lac Pontchartrain au fleuve Mississippi, ont tenu, bien que les vagues soient parfois passées par-dessus leur sommet. Seules des inondations mineures ont été rapportées. Ce sont ces mêmes murs qui avaient cédé lors de l’ouragan Katrina. L’impact matériel a été important mais un pipeline, qui a été coincé sous un des navires à la dérive, n’a pas été brisé, ce qui aurait pu couper l’alimentation en gaz naturel pour tout l’Est des États-Unis. L'administration municipale prévoyait le retour des évacués à partir du 4 septembre, après avoir nettoyé les dégâts, dont de nombreux arbres cassés, et restauré l’électricité.

#### Mississippi, Alabama et Floride

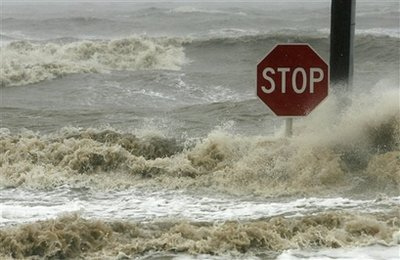
La montée des eaux à Bay St. Louis (Mississippi)

Les dommages en Alabama et au Mississippi ont été moins importants que ceux causés par l’ouragan Katrina en 2005. L’onde de tempête fut de 4,5 mètres contre 7 le long de la côte, causant moins d’inondations le long de la route 90. Deux personnes sont mortes à Vicksburg (Mississippi) dans un accident de la route. Le National Weather Service a émis plus de cent alertes aux tornades entre Mobile (Alabama) et Natchez (Mississippi) à partir de la signature de rotation dans les données des radars météorologiques, et confirmé que quatorze ont touché la région entre Biloxi et Mobile.
En Alabama, la destruction de la barrière de sable protégeant Dauphin Island par les flots du golfe du Mexique a causé plusieurs millions de dollars de dommages aux routes et maisons, ainsi que l’inondation de bayou La Batre. Cette protection construite en deux ans pour protéger la baie de Mobile et la côte de l’Alabama ne semble pas avoir rempli sa fonction et il n’y a pas, à l'heure actuelle, de plan pour la refaire.
L’onde de tempête de Gustav a frappé les Keys et le panhandle de Floride. Les vagues et les courants ont rendu les plages dangereuses à la navigation et à la baignade durant plusieurs jours après son passage. Plusieurs alertes aux tornades ont été émises pour la région de Pensacola. Quatre personnes sont décédées dans un accident routier sur l’autoroute 20 près de Carrollton (Géorgie), après avoir évacué l’Alabama, et deux ont été blessées.

## Épilogue
Le 22 avril 2009, lors de l'assemblée du comité sur les cyclones tropicaux de l’Organisation météorologique mondiale, il a été décidé de retirer le nom Gustav des listes futures à cause de l'importance des dommages et des pertes de vie. En 2014, ce sera donc le nom Gonzalo qui figurera sur cette liste,.